# Piłka nożna w Australii
Piłka nożna w Australii (na kontynencie australijskim) pojawiła się stosunkowo wcześnie. Z racji bycia dominium Wielkiej Brytanii w Australii przebywało wielu Brytyjczyków, którzy przywieźli ze sobą tę dyscyplinę sportu. „Soccer”, bo tak określa się piłkę nożną w jej europejskim formacie, rozpowszechnili brytyjscy górnicy w 1867 roku. Pierwszy klub został założony w 1868 roku w Corrimal. Jednak bardziej znanym klubem z początkowego okresu funkcjonowania piłki nożnej w Australii był Wanderers, założony w 1880 roku w Parramatta przez miejscowego nauczyciela Johna Waltera Fletchera.

## Rozwój piłki nożnej w Australii

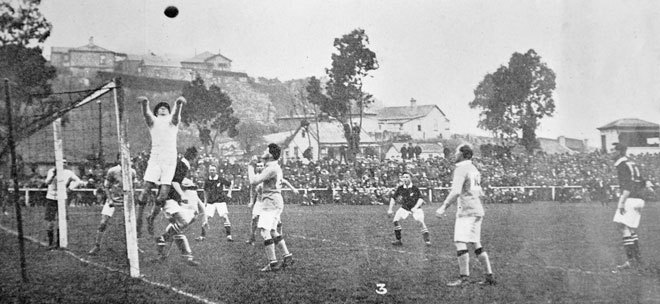
Mecz między drużynami z Australii i Nowej Zelandii w 1922 roku

Pierwsze mecze piłkarskie na kontynencie pozostają w dalszym ciągu kwestią badań. Do najstarszych potwierdzonych meczów należą: Melbourne Football Club - Police (rozegrany w 1870 roku), Brisbane Football Club - drużyna ośrodka Woogaroo Lunatic Asylum (7 sierpnia 1875), Cricketers - New Town Football Club (7 czerwca 1879), Wanderers - King’s School Sydney (14 sierpnia 1880).
Jednym z pierwszych spotkań międzystanowych (wówczas jeszcze międzykolonialnych) było spotkanie w 1883 roku w którym reprezentacje kolonii Nowa Południowa Walia i Wiktoria zremisowały w Melbourne 2:2.
Mimo pojawiania się na początku XX wieku wielu nowych osadników brytyjskich i południowoeuropejskich, ze względu na geograficzną separację Australii od pozostałych kontynentów kontakty międzynarodowe wciąż były mocno ograniczone. Pierwsze spotkanie międzynarodowe zostało rozegrane dopiero w 1922 roku, przeciwnikiem była Nowa Zelandia. Rok później odbył się pierwszy mecz z Chinami. I właśnie te dwie reprezentacje przez wiele lat były przeciwnikami Australii bądź jej poszczególnych stanów.
W latach 20. XX wieku w Australii pojawiały się w ramach tournée zespoły z Hongkongu, Czechosłowacji czy Kanady.
Dopiero pod koniec lat 30. XX wieku Australia rozpoczęła kontakty piłkarskie z innymi państwami należącymi do wspólnoty brytyjskiej: Indiami, Palestyną oraz amatorską reprezentacją Anglii.

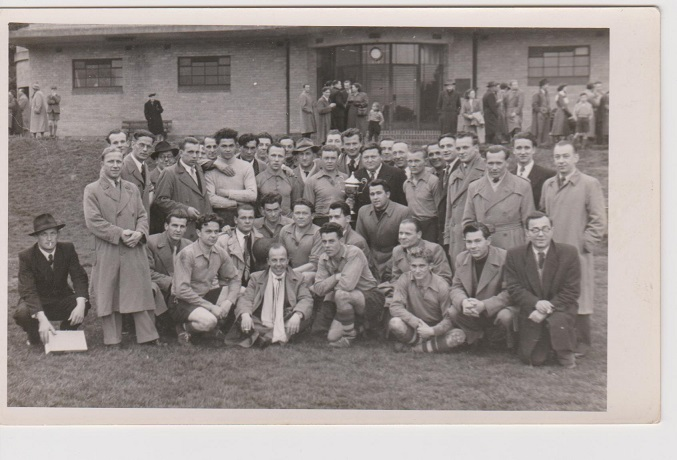
Polonia SC Melbourne w pierwszych latach istnienia

 Kolejny krok w rozwoju piłki nożnej nastąpił pod II wojnie światowej, gdy na kontynencie pojawiło się wielu imigrantów z różnych stron świata. Społeczności imigrantów oparte na konkretnych branżach, takich jak górnictwo węglowe, stworzyły silne kultury piłki nożnej w regionach takich jak Illawarra, Hunter i Ipswich. Piłka nożna przekroczyła bariery kulturowe i językowe w społecznościach, co zatarło podziały między mniejszościami oraz podziały klasowe w kraju. Najważniejsze kluby piłkarskie w australijskich miastach, zakładane między drugą połową lat 40. i latami 60. XX wieku opierały się na grupach etnicznych: węgierskiej - Melbourne Hungaria SC i Budapest Sydney, greckiej - Hellenic Melbourne i Pan-Hellenic SC Sydney, włoskiej - Club Marconi i Juventus (Adelaide), chorwackiej - SC Croatia (Melbourne), Sydney Croatia, czy macedońskiej - Makedonia SC. Także Polacy tworzyli w tym okresie swoje kluby - NS Polonia Sydney (założony w 1949 roku), PSC Cracovia (Perth) (1950), Polonia SC (Brisbane), Polonia North Side SC (Melbourne) (1952), Polonia Adelaide SC.
W 1962 roku powołano rozgrywki Australia Cup, które miały być kopią brytyjskich rozgrywek FA Cup. Dotrwały one jednak tylko do 1968 roku.
W 1977 roku zainaugurowane zostały rozgrywki ligowe National Soccer League, a w 1984 roku ruszyła młodzieżowa liga National Youth League. W 1996 roku wystartowała liga kobieca Women’s National Soccer League.
W połowie lat 90. XX wieku podjęta została próba profesjonalizacji piłki nożnej w Australii, m.in. poprzez odejście od powiązań klubów z mniejszościami narodowymi. Wiele klubów w tym okresie miało stopniowo odchodzić od swoich pierwotnych nazw, przyjmując bardziej neutralne nazwy oraz emblematy. Kolejne kroki podjęto już w XXI wieku. Liga stała się profesjonalna i zmieniła nazwę na A-League.

## Federacja krajowa i federacje stanowe

### Federacje stanowe

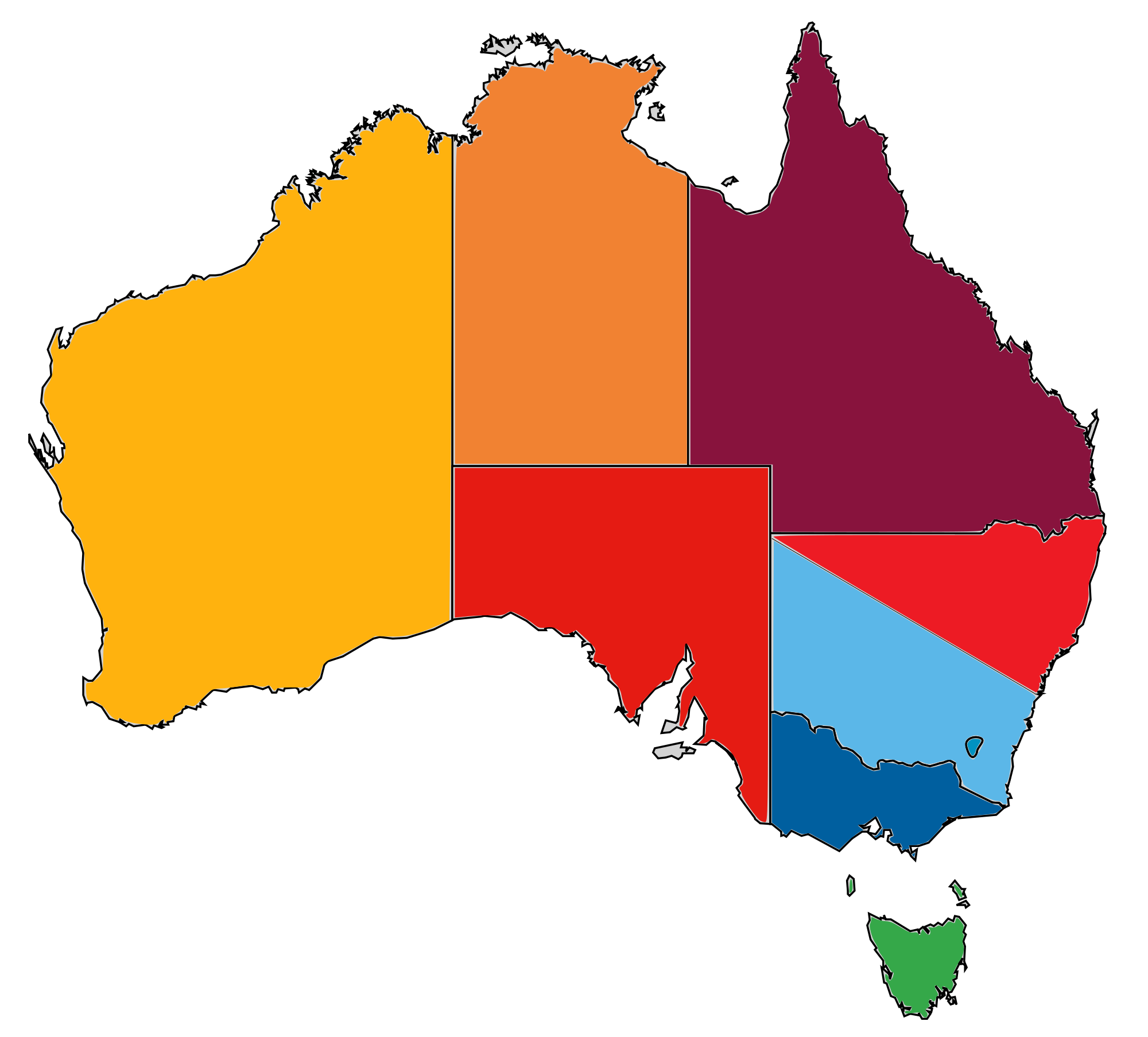
Podział terytorialny 9 federacji stanowych w Australii.

Przed powstaniem krajowej federacji piłkarskiej instytucje koordynujące powstawały w poszczególnych stanach Australii. Jako pierwsza, w 1882 roku, powstała federacja piłkarska Nowej Południowej Walii. Po niej powstawały federacje piłkarskie: Wiktorii - Anglo-Australian FA, Queensland - Anglo-Queensland FA, Australii Zachodniej. Jako ostatnie powstały federacje piłkarskie: Tasmanii w 1900 roku i Australii Południowej w 1902 roku.
Obecnie funkcjonuje 9 federacji stanowych: Capital Football (obejmujące kluby ATS), Northern NSW Football (północna część stanu Nowa Południowa Walia), Football NSW (część stanu Nowa Południowa Walia), Football Federation Northern Territory (Terytorium Północne), Football Queensland (Queensland), Football Federation South Australia (Australia Południowa), Football Federation Tasmania (Tasmania), Football Federation Victoria (Wiktoria), Football West (Australia Zachodnia).

### Federacja krajowa
Dopiero w 1911 roku powstała pierwsza ogólnokrajowa federacja piłkarska, nazwana Commonwealth Football Association (CFA). W 1921 roku CFA została zastąpiona przez Australian Soccer Football Association (ASFA). ASFA istniała przez czterdzieści lat, otrzymując tymczasowe członkostwo w FIFA w listopadzie 1954 roku. W 1960 roku ASFA została rozwiązana w związku z nielegalnym pozyskiwaniem graczy spoza Australii i braku regulowania opłat za nich. Cofnięto wówczas także członkostwo w FIFA. W 1961 roku powołano Australian Soccer Federation (ASF), jednak powrót do FIFA nastąpił dopiero w 1963 roku po spłaceniu zaległości i grzywien po ASFA. W 1995 roku nastąpiła zmiana oficjalnej nazwy na Soccer Australia (SA). W 2003 roku doszło do kryzysu w krajowej federacji i oskarżenia o oszustwa finansowe i złe zarządzanie federacją. Przeprowadzono niezależne śledztwo (tzw. Raport Crawforda), pojawiła się groźba wstrzymania dotacji rządowych na piłkę nożną. Finalnie SA została postawiona w stan likwidacji. Na jej miejsce powołano Australia Soccer Association (ASA). W 2005 roku ASA zmieniła nazwę na Football Federation Australia (FFA). Umieszczając w nazwie football w miejsce soccer odcięła się całkowicie od poprzednich podmiotów.
Australia wielokrotnie składała aplikację o dołączenie do Azjatyckiej Konfederacji Piłkarskiej, jednak zanim do tego doszło wraz z Nową Zelandią utworzyły Konfederację Piłkarską Oceanii w 1966 roku. Wystąpiła z niej w 1972 roku, wracając w 1978. Ostatecznie do AFC została przyjęta dopiero w 2006 roku. Australia należy także od 2013 roku do ASEAN Football Federation.

## Rozgrywki ligowe
Od 1977 roku najwyższym szczeblem rozgrywek była półprofesjonalna ogólnokrajowa liga National Soccer League (NSL). W premierowym sezonie w NSL znalazły się zespoły: Adelaide City, Brisbane City FC, Brisbane Lions, Canberra City FC, Eastern Suburbs, Fitzroy United, Footscray JUST, Marconi Fairfield, Mooroolbark United, South Melbourne FC, St. George Saints, Sydney Olympic, Western Suburbs SC, West Adelaide SC. W 2004 roku doszło do reorganizacji rozgrywek ligowych oraz pełnej profesjonalizacji najwyższego szczebla rozgrywek i od tego momentu najwyższa liga nosi nazwę A-League. W premierowym sezonie A-League uczestniczyły tylko trzy zespoły, które wystąpiły w ostatnim sezonie NSL: Newcastle Jets FC, Adelaide United FC i Perth Glory FC. W lidze uczestniczą zespoły z Australii oraz Nowej Zelandii. Liga jest zamknięta, nie ma spadków oraz awansów.
Poniżej ligi ogólnokrajowej znajduje się od jednego do ośmiu poziomów ligowych, w zależności od stanu/terytorium. Drugi poziom ligowy to tzw. ligi stanowe. W większości stanów liga stanowa działa od 2013 roku w ramach National Premier Leagues, wyjątkiem jest Terytorium Północne, które rozgrywki na tym poziomie prowadzi pod egidą własnej federacji FFNT. W poszczególnych dywizjach NPL jak i w niższych ligach stanowych istnieje możliwość awansu lub spadku do wyższej lub niższych ligi. Poziomy poniżej National Premier Leagues nie są oficjalne zdefiniowane przez Football Federation Australia.

## Ligi młodzieżowe
- National Youth League - rozgrywki młodzieżowe rozgrywane równolegle do A-League, następca National Youth League

## Piłka nożna kobiet
- W-League - kobieca ekstraklasa, następczyni Women’s National Soccer League

## Puchary
Rozgrywki pucharowe rozgrywane w Australii to:
- FFA Cup - następca Australia Cup, NSL Cup oraz Pre-Season Challenge Cup

## Reprezentacja Australii
Mimo powołania krajowej federacji w 1911 roku, dopiero w 1922 roku doszło do pierwszego meczu międzynarodowego - z Nową Zelandią. Pierwszym turniejem, w którym uczestniczyła reprezentacja Australii były Letnie Igrzyska Olimpijskie 1956, które odbyły się w Melbourne. W rozgrywkach Australia zajęła 7. miejsce.

## Stadiony
Reprezentacja Australii nie posiada jednego stadionu narodowego.